# 臺南市麻豆區麻豆國民小學
23°11′09″N 120°15′12″E / 23.185934°N 120.253202°E
臺南市麻豆區麻豆國民小學（簡稱麻豆國小），是臺灣臺南市麻豆區的一所市立國民小學，原為創立於1898年的嘉義國語傳習所蔴荳分教場，至今已超過百年歷史。

## 校史
麻豆國小最早為1898年6月設置的「嘉義國語傳習所蔴荳分教場」，位在蔴荳堡東角庄文昌祠。1898年10月1日改制為「蔴荳公學校」。1911年，設立下營分教場（1916年獨立為下營公學校）。1912年，設立後營分教場（1918年獨立為後營公學校）。1914年4月設置修業兩年的農業實業科，而實業科在1919年4月獨立為蔴荳簡易農業學校，仍設置在公學校內。1921年4月24日，校名改為「麻豆公學校」，並同時設立麻豆女子公學校（1940年遷至培文國小現址）。1922年4月，設置高等科。1941年4月，改稱「麻豆北國民學校」。
二戰後，於1946年改稱「麻豆鎮第一國民學校」。於1947年改稱「麻豆國民學校」，同年廢止附設高等科。1950年，設立附設幼稚園及北勢分校（1952年獨立為北勢國校）。1968年，因九年國民教育實施而改名為「麻豆國民小學」。1992年，設立補習學校。

## 外部連結
- 臺南市麻豆區麻豆國民小學